# Solidaritätsdienst International
Der Solidaritätsdienst International e. V. (SODI) ist eine politisch und konfessionell unabhängige gemeinnützige Nichtregierungsorganisation auf dem Gebiet der Entwicklungszusammenarbeit. Ihr Sitz befindet sich in Berlin.

## Aktivitäten
Der Verein realisiert Projekte der Entwicklungszusammenarbeit in Afrika, Asien, Lateinamerika und Osteuropa sowie Südosteuropa und humanitäre Hilfe für Opfer von Naturkatastrophen und Kriegen.
Seit 1990 hat SODI nach Eigenangaben in Zusammenarbeit mit nichtstaatlichen, kommunalen, gewerkschaftlichen und kirchlichen Organisationen etwa 1000 Projekte in 32 Ländern Asiens, Afrikas, Lateinamerikas und Osteuropas verwirklicht."
Die Projekte zielen darauf ab, das Selbsthilfepotential der Menschen zu stärken, Armut zurückzudrängen und die Menschenrechte zu verwirklichen.
Hauptinhalt der Projektarbeit ist die selbsthilfeorientierte Armutsbekämpfung vor allem auf den Gebieten: Ländliche Entwicklung, Capacity Building, Bildung, Gesundheit, Wasser und Ressourcenschutz, Frieden und Abrüstung, Katastrophenvorsorge. Besondere Bedeutung wird in diesem Zusammenhang der Stärkung der Rechte der Frauen und Kinder beigemessen.
Projekte gab es 2020 in Laos, Indien, Vietnam, Nepal, Namibia, Mosambik, Südafrika, Kamerun, DR Kongo, Belarus, Serbien und Nicaragua.
Der Verein verbindet seine Entwicklungsprojekte mit Bildungs- und Öffentlichkeitsarbeit in Deutschland. Gemeinsam mit anderen Organisationen engagiert sich SODI in Netzwerken und Kampagnen gegen eine ausschließlich profitorientierte Globalisierung, für die nachhaltige Entwicklung des Südens und des Nordens und gerechte Weltwirtschaftsbeziehungen, für Frieden und ein tolerantes Miteinander der Menschen, Völker und Kulturen.
Der Verein ist Mitglied im Verband Entwicklungspolitik und Humanitäre Hilfe deutscher Nichtregierungsorganisationen (VENRO), im Paritätischen Wohlfahrtsverband, im Berliner Entwicklungspolitischer Ratschlag (BER), im Berliner Entwicklungspolitischen Bildungs- und Informationszentrum e. V. (EPIZ) und im owus Dachverband e. V. Er engagiert sich in der Initiative Lieferkettengesetz.de, im Bündnis erlassjahr.de, in der Allianz Rechtssicherheit für politische Willensbildung.

## Geschichte
Der Verein ist Rechtsnachfolger des Solidaritätskomitees der DDR. Im September 1990 konstituierte sich der Entwicklungspolitische Runde Tisch unter Beteiligung von ostdeutschen Solidaritätsgruppen, darunter SODI, Politiker und Personen aus dem kirchlichen und wissenschaftlichen Bereich. Im August 1991 sperrte die Treuhandanstalt im Auftrag der Unabhängigen Kommission zur Überprüfung des Vermögens der Parteien und Massenorganisationen der DDR alle Mittel von SODI mit der Begründung, der Verein habe die aus der DDR stammenden Spendengelder unrechtmäßig erworben. SODI konnte die Rechtmäßigkeit des Spendenerwerbs belegen und damit die Anschuldigungen der Kommission zurückweisen. Der Entwicklungspolitische Runde Tisch und SODI gründeten 1994 die Stiftung Nord-Süd-Brücken. Die Stiftung wurde mit Wertpapiervermögen in Höhe von 32.613.000 DM zum Stichtag 30. November 1992 ausgestattet und am 21. Februar 1994 errichtet.
Im Jahr 2007 ging die Entwicklungspolitische Gesellschaft e. V. (EpoG) in SODI auf. EpoG wurde April 1990 in Berlin gegründet und setzte nach seiner Auflösung im Jahr 2008 als „Förderkreis EpoG bei SODI“ seine Arbeit bis 2019 fort. Ziel der Arbeit war die Verbesserung der Bildungssituation von jungen und benachteiligten Bevölkerungsgruppen in den indischen Bundesstaaten Jharkhand, Odisha und Westbengalen.

## Vereinsstruktur und Finanzierung
Der Verein hat über 200 Mitglieder. Die Richtlinien der Tätigkeit von SODI werden von der Mitgliederversammlung bestimmt. Sie wählt einen siebenköpfigen ehrenamtlichen Vorstand. Erster Vorstandsvorsitzender war von 1990 bis 2002 Carl Ordnung, seit 2016 übt Rolf Sukowski diese Funktion aus. In der Geschäftsstelle arbeiten elf hauptamtliche Mitarbeiter. Der Verein stützt sich neben den Mitgliedern auf ehrenamtliche Helfer in Förderkreisen und Basisgruppen und auf Spender. Zweimal jährlich gibt SODI das entwicklungspolitische Magazin "WEITWINKEL" heraus.
Auf der Grundlage von privaten Geldspenden sowie von Zuwendungen der Bundesregierung (Auswärtiges Amt, Bundesministerium für wirtschaftliche Zusammenarbeit und Entwicklung), von Landesregierungen, der Aktion Deutschland Hilft und privaten Stiftungen erbringt SODI jährlich Solidaritätsleistungen im Wert von über eine Million Euro. Buchführung, Jahresrechnung und Vermögensübersicht von SODI werden von einem Wirtschaftsprüfer überprüft. SODI ist Teil der Initiative Transparente Zivilgesellschaft und trägt das Spenden-Siegel des Deutschen Zentralinstituts für soziale Fragen (DZI).